# Dolichomitus cephalotes
Dolichomitus cephalotes är en stekelart som först beskrevs av Holmgren 1860.  Dolichomitus cephalotes ingår i släktet Dolichomitus och familjen brokparasitsteklar. Arten är reproducerande i Sverige. Inga underarter finns listade i Catalogue of Life.